# Giovanni Battista Consiglieri
Giovanni Battista Consiglieri (Roma, 1491 - Roma, 25 de agosto de 1559) foi um cardeal do século XVII

## Biografia
Nasceu em Roma em 1491. Filho de Baldassare Consiglieri e Mariana de Statis. A família era originária de Bolonha (1) . Seu sobrenome também está listado como Ghislieri; como Ghisleri; e como Consigliari.
Estudou literatura, grego e latim..
Casou-se e teve duas filhas; após a morte de sua esposa, ingressou no estado eclesiástico..
Clérigo romano. Apostólico protonotário. Presidente da Câmara Apostólica..
Criado cardeal diácono no consistório de 15 de março de 1557; recebeu o barrete vermelho e a diaconia de Santa Lúcia em Septisolio, 24 de março de 1557. Ordenado diácono pelo Cardeal Scipione Rebiba em 15 de abril de 1557; na mesma cerimônia foram ordenados os cardeais decons Carlo Carafa, Alfonso Carafa e Vitellozzo Vitelli. Optou pela diaconia de S. Nicola em Carcere, 16 de dezembro de 1558..
Morreu em Roma em 25 de agosto de 1559, durante a sé vaga. Enterrado próximo ao altar da SS. Sacramento em sua diaconia..